# Lissó
Lissó (szlovákul: Lišov) község Szlovákiában, a Besztercebányai kerületben, a Korponai járásban.

## Fekvése
Korponától 32 km-re délnyugatra, Ipolyságtól 23 km-re északnyugatra, a Lissó patak völgyében fekszik.

## Története
A község területén már az újkőkorszakban éltek emberek. Megtalálták itt a lengyeli kultúra tárgyi emlékeit éppúgy, mint a lausitzi kultúra urnatemetőjét.
A mai települést 1235-ben IV. Béla adománylevelében "Lysou" alakban említik először. 1286-ban "Liyso", 1311-ben "Lysso", 1338-ban "Lyzow", 1497-ben "Lyssowa" alakban említik a korabeli források. A honti várföldekhez tartozott, melyet a király Deméndi Ibur elődeinek adott. A 16. században Léva várának tartozéka. A 17. században a Pálffy család birtoka, a 18. században az Eszterházyak, később a Gyurcsányi és Schoeller családok a birtokosai. 1554-ben elfoglalta a török. 1715-ben malma és 76 háza volt. 1828-ban 33 házában 197 lakos élt. Lakói mezőgazdasággal, szőlőtermesztéssel foglalkoztak. A falu főként kőfaragóiról volt híres.
Vályi András szerint "LISSO. Tót falu Hont Vármegy. földes Ura H. Eszterházy Uraság, lakosai többen evangelikusok, fekszik Házas, és Apáti Maróthoz 1/2, Szudhoz 1 órányira, határjában vagyon legelője, és mind a’ két féle fája, szőlő hegye sok, de határja sovány, rozsot, és zabot termő lévén leg inkább."
Fényes Elek szerint "Lissó, tót falu, Honth vmegyében, Báthoz 1 1/2 mfd. 13 kath., 190 evang. lak. Bora a legjobbak közül való a megyében. F. u. h. Eszterházy. Ut. p. Szántó."
A trianoni békeszerződésig Hont vármegye Ipolysági járásához tartozott.

## Népessége
| Év:            | 1994. | 2004.    | 2014.    | 2024.   |
| -------------- | ----- | -------- | -------- | ------- |
| Emberek száma: | 237   | 268      | 232      | 215     |
| Eltérés:       |       | +13,08 % | -13,43 % | -7,32 % |

| Év:            | 2023. | 2024.   |
| -------------- | ----- | ------- |
| Emberek száma: | 219   | 215     |
| Eltérés:       |       | -1,82 % |

1910-ben 505, túlnyomórészt szlovák lakosa volt.
2001-ben 273 lakosából 272 szlovák, 1 magyar.
2011-ben 250 lakosából 237 szlovák és 1 magyar.

## Nevezetességei
- Evangélikus temploma 1590-ben épült, 1856-ban megújították, tornyát 1869-ben emelték.
- Határában régi barlanglakások találhatók.
- A falunak híres fúvószenekara is van.

## Híres emberek
- Bartók Béla 1914-ben járt a községben gyűjtőúton és mintegy 60 népdalt jegyzett le itt.
- Györffy István 1910-ben járt itt és mintegy 13 tárgyat vásárolt a Néprajzi Múzeum számára.

## Külső hivatkozások
- Községinfó
- Lissó Szlovákia térképén
- Regionhont.sk
- E-obce.sk Archiválva 2008. február 7-i dátummal a Wayback Machine-ben